# Urinsediment
Das Urinsediment oder Harnsediment (von lateinisch sedimentum „Bodensatz“) ist eine Aufbereitung des Urins zur mikroskopischen Beurteilung der festen Bestandteile. Werden bestimmte nicht lösliche Bestandteile im Urinsediment nachgewiesen, so kann dies ein Hinweis auf bestimmte Erkrankungen der Niere oder der harnableitenden Organe (Harnleiter, Harnblase) sein. Die Untersuchung des Urinsediments ist einfach durchzuführen und gibt als diagnostische Methode wichtige orientierende Hinweise im Rahmen einer mikrobiologischen Beurteilung oder des sogenannten Urinstatus im Rahmen einer Urinuntersuchung.

Man unterscheidet das organisierte Urinsediment (Urinzylinder, Epithelzellen, Leukozyten, Erythrozyten, Bakterien) vom sogenannten nicht-organisierten Urinsediment (Kristalle).

## Standardisierte Durchführung
Zur genauen Quantifizierung von Bestandteilen des Urinsediments wird eine standardisierte Methode verwendet. Dazu werden 10 ml Urin 5 Minuten bei 500 g zentrifugiert, danach vom Überstand 9,5 ml verworfen und der Bodensatz in den verbliebenen 0,5 ml aufgenommen.
Zur Untersuchung wird ein Tropfen davon auf einen Objektträger aufgebracht. Zur Betrachtung ohne weitere Präparation wird der Tropfen unbehandelt abgedeckt und in einem Mikroskop mittels Phasenkontrast betrachtet.

Gelegentlich wird das Urinsediment nach Eintrocknung auf dem Objektträger auch angefärbt, um z. B. Zellen oder Bakterien besser beurteilen zu können. Als Färbemethode wird die Giemsa-Färbung für Zellen und die Gram-Färbung für Bakterien verwendet.

## Mikrobiologische und zytologische Beurteilung
Der Nachweis von Bakterien beweist alleine nicht eine Infektion der Niere oder harnableitenden Organe. Die Bakterien können nach Entnahme des Urins eingebracht worden sein, sich durch falsche Lagerung oder Transport vermehrt haben oder durch eine unsachgemäße Urinentnahme (kein Mittelstrahlurin) der normalen bakteriellen Besiedelung der vorderen Harnröhre entstammen. Neben der Quantifizierung der Bakterien (Keime pro ml Urin) beweist der Nachweis von Leukozyten, vor allem von neutrophilen Granulozyten („Eiterzellen“) im Urinsediment eine Infektion.
Werden zahlreiche Epithelzellen (besonders Plattenepithelzellen) der Harnröhre im Urinsediment nachgewiesen, so ist von einer unsachgemäßen Urinentnahme auszugehen und weitere bakteriologische Untersuchungen sind meist nicht sinnvoll.

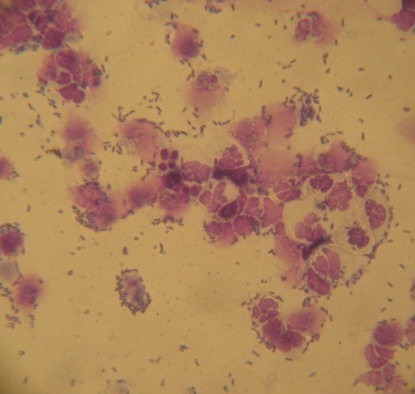
Harnsediment einer Katze mit Nierenbeckenentzündung

Viele rote Blutkörperchen (Erythrozyten) im Sediment deuten neben einer möglichen Blutung auf eine Entzündung der Harnblase (Zystitis) oder der Prostata (Prostatitis). Diese sogenannte Hämaturie findet man auch bei einer Tuberkulose oder einer Schistosomiasis.
Bei normaler Giemsafärbung kann man auch bereits Bakterien erkennen und diese anhand ihrer Form differenzieren. Bei einer Infektion liefert die Unterscheidung von Kokken (meist Enterokokken), Diplokokken (meist Neisseria gonorrhoeae) oder Stäbchenbakterien (meist E. coli) schon erste Hinweise auf den Erreger, dies kann schnell mit einer Gram-Färbung weiter differenziert werden um eine entsprechende erste Therapie auszuwählen. Bei einer komplizierten oder chronisch rezidivierenden Infektion ist die Anzucht des Erregers notwendig. Findet man im Urinsediment zahlreiche Leukozyten jedoch keine Bakterien, so ist eine Untersuchung auf Chlamydien zu empfehlen.
Neben Bakterien kann man auch Parasiten oder Parasiteneier im Urinsediment nachweisen (z. B. Oxyuren, Pärchenegel, Trichomonaden).

## Urinzylinder
In Gegenwart des Tamm-Horsfall-Proteins bilden sich um dieses als klebrige Matrix Ansammlungen von Zellen, zellulären Bruchstücken oder organischen Substanzen (Lipide, Proteine, Hämoglobin). Diese bilden längliche Strukturen, die man als Urinzylinder oder kurz „Zylinder“ bezeichnet. Insbesondere Proteinzylinder weisen auf ein pathologisches Geschehen in Nierengewebe hin. Zylinder aus Bakterien oder Granulozyten beweisen eine eitrige Entzündung des Nierenbeckens (Pyelonephritis).

## Kristalle
Durch Stehenlassen von Urin erhöht sich der pH-Wert durch die bakterielle Umwandlung von Harnstoff in Ammoniak. Die im Urin gelösten Ionen und Moleküle bilden in Abhängigkeit von ihrer Konzentration, der Gegenwart von Harnkolloiden und dem pH-Wert Kristalle, die im Urinsediment nachgewiesen werden können. Die Betrachtung unter dem Polarisationsmikroskop erlaubt die Unterscheidung der verschiedenen Kristalle. Die am häufigsten beobachteten Kristalle bestehen aus:
- Harnsäure
- Calciumoxalat (Whewellit, Weddellit)
- Calciumsulfat (Gips)
- Calciumphosphat (Hydroxylapatit, Carbonatapatit, Brushit)
- Tripelphosphat (Struvit)
- Cystin
- Tyrosin
- Bilirubin